# Москово (Дюртюлинский район)
Москово (баш. Мәскәү) — село в Дюртюлинском районе Республики Башкортостан Российской Федерации. Административный центр Московского сельсовета. Согласно переписи 2020 года население составляло 1853 человека.

## География
Стоит на реке Явбаза.

### Географическое положение
Расстояние до:
- районного центра (Дюртюли): 25 км,
- ближайшей ж/д станции (Уфа): 97 км.

## История
Село было основано башкирами Шамшадинской волости Казанской дороги на собственных вотчинных землях. Село названо по имени первопоселенца Москова Акзигитова.
До упразднения уездно-губернского деления — волостной центр Московской волости

## Население
| 2002 | 2009  | 2010  |
| ---- | ----- | ----- |
| 1788 | ↗1882 | ↘1879 |

Национальный состав
Согласно переписи 2002 года, преобладающая национальность — татары (77 %).

## Известные уроженцы
- Галимханов, Князь Галеевич (1909—1991) — заслуженный деятель науки и техники Башкирской АССР.
- Давлетбаев Фарил Гималтдинович (1961-2024) — заслуженный работник нефтяной и газовой промышленности Российской Федерации.
- Латипова, Роза Камаловна (1938—2013) — депутат Верховного совета БАССР, кавалер орденов Ленина и Октябрьской Революции. Депутат Дюртюлинского районного Совета депутатов трудящихся Башкирской АССР XVI созыва.
- Магасумова, Багия Магасумовна (1913—1995) — педагог-методист. Кандидат филологических наук (1948).
- Сафаровы — башкирский дворянский род.
- Хабирьянов, Ильфир Хабирьянович (1934—2007) — строитель. Заслуженный строитель БАССР (1989).

## Инфраструктура
Личное подсобное хозяйство с зоной сельскохозяйственного использования, индивидуальная застройка усадебного типа.
Дом культуры

## Транспорт
Автобусное сообщение с райцентром. Остановка общественного транспорта «Москово».

## Религия
В селе есть мечеть «Князьхан».